# On Dangerous Ground
On Dangerous Ground ist ein in Schwarzweiß gedrehter, US-amerikanischer Film noir aus dem Jahr 1951. Regie führte Nicholas Ray, das Drehbuch schrieben A. I. Bezzerides und Nicholas Ray nach dem Roman Mad With Much Heart von Gerald Butler.
Der durch seinen Beruf verbitterte Großstadtpolizist Jim Wilson wird nach einem Übergriff in eine ländliche Region geschickt, wo er den Mord an einer jungen Frau aufklären soll. Die Begegnungen mit den Einwohnern, insbesondere mit der blinden Mary Malden, verändern ihn nachhaltig.

## Handlung
Der Großstadtpolizist Jim Wilson ist durch seinen Beruf verbittert und vereinsamt, seine Wut gegen den „menschlichen Müll“ entlädt sich regelmäßig in Gewaltausbrüchen gegen die von ihm verfolgten Kriminellen. Die Aufklärung eines Polizistenmordes gelingt dank Wilsons Einsatz, allerdings hat er hierfür einen Verdächtigen krankenhausreif geschlagen. Sein Vorgesetzter Captain Brawley verwarnt ihn, doch schon am nächsten Abend wird er erneut übergreiflich. Daraufhin wird er von seinem Vorgesetzten in eine ländliche Region versetzt, wo er bei der Klärung des Mordes an einer jungen Frau helfen soll.
Zu denjenigen, die nach dem Verdächtigen suchen, gehört neben dem Sheriff des Ortes auch Walter Brent, der Vater des toten Mädchens, der geschworen hat, den Mörder bei seiner Auffindung zu töten. Als der Mörder gesichtet wird, verfolgen Wilson und Brent die Spur. Die Spur führt zum Haus der blinden Mary Malden, deren psychisch gestörter jüngerer Bruder Danny seit einiger Zeit verschwunden ist. Wilson und Mary entwickeln bald Sympathie füreinander, als sie sich über ihre soziale Isolation und Einsamkeit unterhalten, wobei Mary nichts von der Verbitterung empfindet, die Wilson quält. Sie gesteht Wilson, dass Danny sich in einer Hütte auf ihrem Grundstück versteckt. Wilson verspricht ihr, ihren Bruder nach Möglichkeit nicht zu verletzen, und bittet sie, ihn zur Aufgabe zu überreden. Ehe er den verstörten Danny verhaften kann, kommt Brent hinzu und schießt auf den Jungen. Bei der anschließenden Flucht kommt Danny ums Leben.
Brent ist tief betroffen, als er feststellt, dass der Tote kaum älter ist als seine ermordete Tochter. Mary ist nun zur Gänze allein, aber nach einem Disput zwischen ihr und Wilson über eine Augenoperation, die vornehmen zu lassen sie nicht wagt, fordert sie ihn auf zu gehen. Während der Fahrt zurück in die Großstadt erinnert sich Wilson an die Unterhaltungen, die er unter anderem mit Mary über die Einsamkeit führte. Er kehrt um und sucht erneut Mary auf, die ihn mit offenen Armen empfängt.

## Hintergrund

### Produktion
Gerald Butlers Romanvorlage spielt in Großbritannien und setzt unmittelbar mit Jim Wilsons Ermittlungen in der ländlichen Region ein. Zum Schluss trennen sich Wilsons und Mary Maldens Wege. Der Film verlegt den Schauplatz in die USA und fügt eine in der Großstadt angesiedelte Exposition ein. Nicholas Ray bestand, gegen den Widerstand von Drehbuchautor Bezzerides und Produzent John Houseman, auf einem positiven Schluss, in dem Wilson zu Mary Malden zurückkehrt. In späteren Jahren bezeichnete Ray seinen Film als „Fehlschlag“ wegen der „wundersamen“ Schlusswendung.
Die Dreharbeiten zu On Dangerous Ground fanden im Frühjahr und Sommer 1950 in den Studios von RKO statt, mit Außenaufnahmen in Los Angeles und in Grand County, Colorado.  Für mehrere Tage war Nicholas Ray während der Dreharbeiten erkrankt, weshalb Ida Lupino – zu diesem Zeitpunkt die einzige Filmregisseurin in Hollywood – offenbar bei einigen Szenen Regie führte. Allerdings geben auch Biografien von Lupino keine genaueren Informationen, um welche Szenen es sich handelte. Bernard Herrmanns Filmmusik (mit Viola d’amore-Soli von Virginia Majewski) wurde im Januar 1951 aufgenommen.
Die endgültige Schnittfassung entsprach nicht Rays ursprünglicher Intention: Nach seiner Vorstellung sollte der Film in drei etwa gleich lange Kapitel aufgeteilt werden, von denen das erste und dritte in der Großstadt, das mittlere auf dem Land spielen sollte. Über einen Zeitraum von fast einem Jahr wurden zahlreiche Umstellungen und Kürzungen von insgesamt zehn Minuten Länge vorgenommen. Als Titel wurde erst Dark Highway erwogen, bevor der Film seinen endgültigen Titel On Dangerous Ground erhielt.

### Kinostart
On Dangerous Ground feierte seine Weltpremiere am 17. Dezember 1951. Weitere Kinostarts hatte er am 26. Januar 1952 in Los Angeles und am 12. Februar in New York City. Die Besprechungen zur Erstaufführung waren meist verhalten positiv, aber finanziell scheiterte der Film. In den deutschen Kinos wurde er nicht gezeigt.

### Themen
„Die Stadt als Wiege des Verbrechens und Hexenkessel negativer Energie ist der unentbehrliche Schauplatz des Film noir. Ländliche Schauplätze tauchen eher vereinzelt auf, und gewöhnlich als Kontrapunkt zur verfaulenden Stadt“, so Foster Hirsch in seinem Buch The Dark Side of the Screen. Zu den Vertretern des Film noir, die Stadt und Land einander gegenüberstellen, zählt er unter anderem Asphalt Dschungel, Rächer der Unterwelt und Goldenes Gift. (Ein Film, der in Hirschs Aufzählung fehlt, ist Jacques Tourneurs Wenn die Nacht anbricht, neben On Dangerous Ground auch eines der wenigen Beispiele, in der eingeschneite Landschaften eine zentrale Rolle spielen.) „On Dangerous Ground bietet von allen Noir-Filmen den wahrscheinlich schematischsten Gegensatz zwischen Stadt und Land. […] Der Zusammenbruch des Protagonisten kontrastiert mit kaleidoskopartigen Bildern von großstädtischer Verderbtheit […] er entdeckt, dass auch das Land seine Gefahren und Fallgruben birgt, aber der Film deutet an, dass der überreizte Polizist in der ländlichen Umgebung eine Menschlichkeit gewinnt, die in der Stadt nicht möglich wäre.“
Das „gefährliche Terrain“ (engl. „dangerous ground“) des Titels bezieht sich für Hirsch nicht nur auf die urbane Umgebung, in der der Polizist Wilson seinen Dienst verrichtet, sondern auch auf dessen emotionalen Zustand. Zudem entdeckt er Gemeinsamkeiten zwischen Wilson und Dixon Steele, der Hauptfigur in Rays ein Jahr zuvor entstandenem Ein einsamer Ort: „Sie erscheinen völlig separiert von der Gesellschaft, ausgegrenzt durch die Heftigkeit ihres Zorns. Dass ihre Ausbrüche keine einfache Ursache haben, lässt sie im wahrsten Sinne der Gesellschaft entfremden und nicht wieder eingliederbar werden.“ Darum sei das Ende von Ein einsamer Ort, dessen Protagonist in die Isolation zurückfällt, plausibler als das von On Dangerous Ground, das die Erlösung des Polizisten andeutet: „Indem sie das gewohnte Augenmerk des Film noir auf dramatische Niederlagen ins Gegenteil verkehrt, ist diese Geschichte sogar noch sentimentaler als [Rays Debütfilm] Im Schatten der Nacht. Ray hat den Mut, kitschige Film noirs zu drehen, die die heilende Kraft romantischer Liebe zelebrieren.“

## Kritiken
Die ersten beiden Rezensionen datieren nahe zum Filmstart, die folgenden stammen aus späteren Jahren.

„Die Geschichte ist eine seichte, unausgegorene Angelegenheit […] Die Erklärung für den Sadismus des Polizisten fällt oberflächlich aus, und seine Erlösung wird auf einfache und romantisierende Weise erreicht. […] Trotz der sicheren und scharfsinnigen Regie und der überwältigenden Außenaufnahmen vermag dieses RKO-Melodram sein Thema nicht auszuloten.“

„[Der Film] dürfte Ihnen nicht schlecht gefallen – insbesondere die erste Hälfte, wenn Sie ihn als Actionfilm betrachten und sich nicht von den übermäßigen metaphysischen Untertönen herunterziehen lassen.“

„Ein herausragender Film noir der etwas anderen Art […] über die Gewalttätigkeit in jedem von uns, über die Auswirkungen des Milieus und der Familie auf die Persönlichkeit […] und die spirituelle Erlösung eines Gefallenen. Auch wenn er stellenweise etwas schematisch wirkt, kann niemand die Wucht der darstellerischen Leistungen (besonders Ryan ist auf grimmige Weise effektiv, ein wahrer Vorläufer von Siegels Dirty Harry) und die Gewandtheit von Rays poetischer aber harter Inszenierung anzweifeln. Nachhaltig unterstützt von George Diskants kontrastreichen Kamerabildern und Bernard Herrmanns atemberaubender Filmmusik […] ist dies ein Film voller brillanter Momente.“

„Einer der schönsten von Nick Rays Filmen. 1952 entstanden, beginnt er als rauer Film noir und weicht schrittweise einem himmlischen Romantizismus, der an Frank Borzage erinnert.“

„Der zweigeteilte Aufbau der Geschichte mag seltsam erscheinen, wird aber von der Dichte der Inszenierung überdeckt, und obwohl das Ende sentimentaler ausfällt als offenbar ursprünglich vorgesehen, zeugt es von aufrichtiger Überzeugung.“

## Veröffentlichungen
On Dangerous Ground erschien in den USA als Teil der „Film Noir Classic Collection Vol. 3“ DVD-Box bei Warner Home Video. In Frankreich erschien er unter dem Titel La Maison dans l'ombre bei Éditions Montparnasse, in Spanien als La casa en la sombra bei Manga Films. Alle Veröffentlichungen präsentieren den im Normalformat gedrehten Film im Open-Matte-Format (1,33:1). In Deutschland ist der Film bislang nicht erschienen.
2003 veröffentlichten Turner Classic Movies Music und Film Score Monthly die restaurierte Filmmusik von Bernard Herrmann auf CD.